# Paragon gola
Paragon gola – polski czarno-biały film fabularny z 1969 r., w reżyserii Stanisława Jędryki. Film ten jest kinową wersją serialu Do przerwy 0:1.

## Fabuła
Przygody Paragona – piłkarza z podwórkowej drużyny działającej w zniszczonej Warszawie. 

## Obsada
- Marian Tchórznicki – Maniek Tkaczyk – „Paragon”
- Józef Nalberczak – piłkarz Wacek Stefanek
- Roman Wilhelmi – Roman Wawrzusiak
- Henryk Bąk – Durczak
- Aleksander Fogiel – Łopotek, właściciel warsztatu samochodowego
- Józef Nowak – sierżant „Baryła” Nogajski
- Anna Ciepielewska – matka „Paragona”
- Barbara Bargiełowska – milicjantka
- Mirosław Domański(inne języki) – Felek „Mandżaro”
- Janusz Pomaski – Ignac
- Jerzy Porębski – Julek „Królewicz” Wawrzusiak
- Janusz Smoliński – Boguś „Perełka”
- Stefan Friedmann – mechanik w warsztacie Łopotka
- Bogdan Baer – pan Genio, pacjent w szpitalu
- Aleksander Dzwonkowski – pan Oleś, pacjent w szpitalu
- Wojciech Brzozowicz – Małek, mechanik w warsztacie Łopotka
- Jerzy Duszyński – redaktor
- Mieczysław Milecki – lekarz
- Barbara Sołtysik – pielęgniarka
- Ryszard Pietruski – kierowca nysy
- Wacław Kowalski – gospodarz Anielak